# (23441) 1986 QW1
(23441) 1986 QW1 est un astéroïde de la ceinture principale d'astéroïdes découvert en 1986.

## Description
(23441) 1986 QW1 a été découvert le 27 août 1986 à l'observatoire de La Silla, au Chili, par Henri Debehogne.

### Caractéristiques orbitales
L'orbite de cet astéroïde est caractérisée par un demi-grand axe de 3,17 UA, un périhélie de 2,62 UA, une excentricité de 0,18 et une inclinaison de 1,74° par rapport à l'écliptique. Du fait de ces caractéristiques, à savoir un demi-grand axe compris entre 2 et 3,2 UA et un périhélie supérieur à 1,666 UA, il est classé, selon la JPL Small-Body Database, comme objet de la ceinture principale d'astéroïdes.

### Caractéristiques physiques
(23441) 1986 QW1 a une magnitude absolue (H) de 13,9 et un albédo estimé à 0,082.